# Dornbuschkirche
Die Dornbuschkirche ist ein evangelisches Gotteshaus im Frankfurter Stadtteil Dornbusch, nach dem sie auch benannt ist.

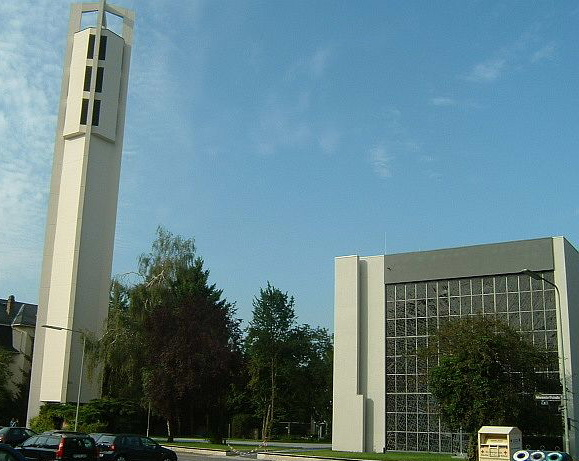
Dornbuschkirche mit Turm und Platz nach dem Umbau 2005

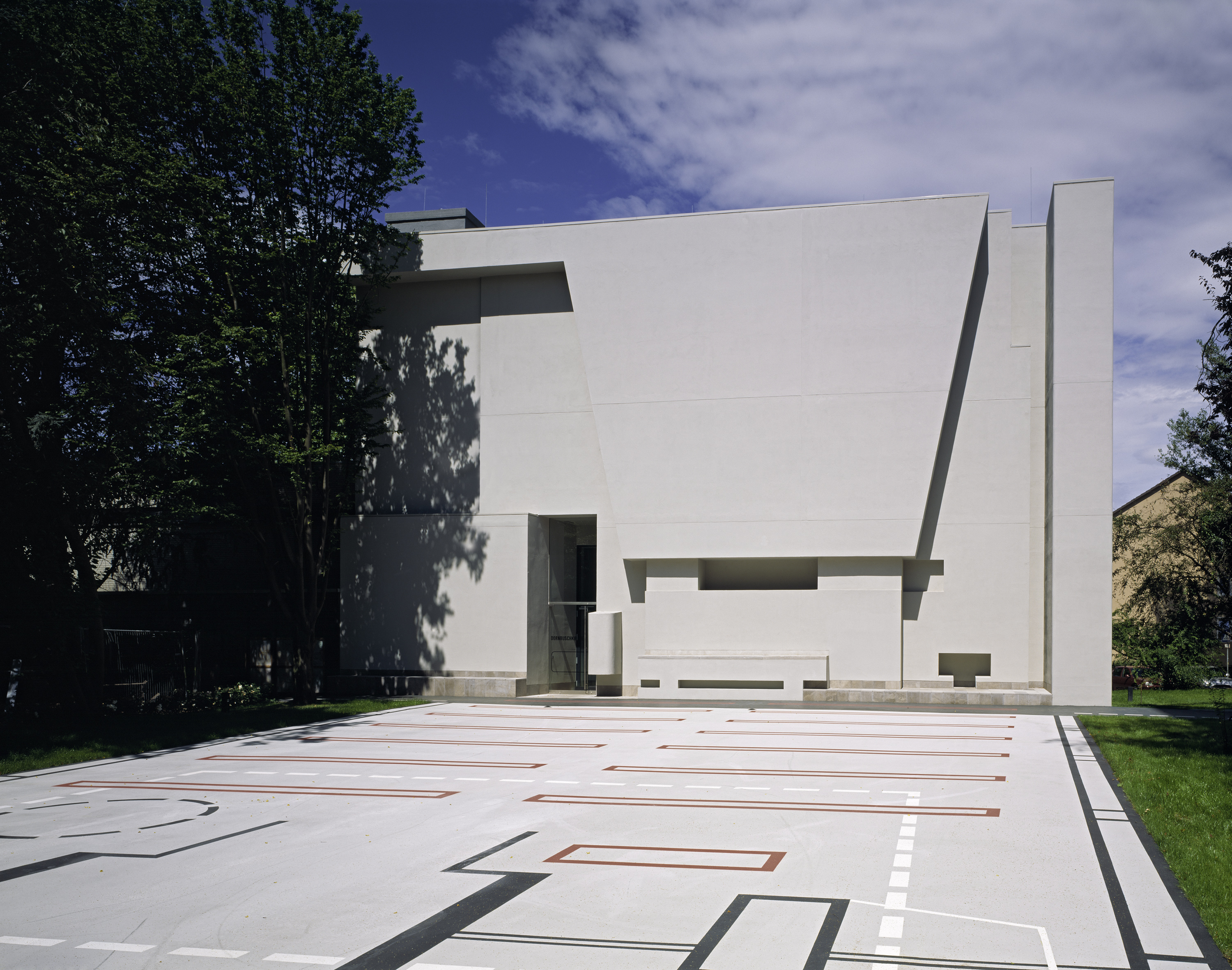
Die neue Südfassade mit dem neuen Kirchplatz nach dem Umbau 2005

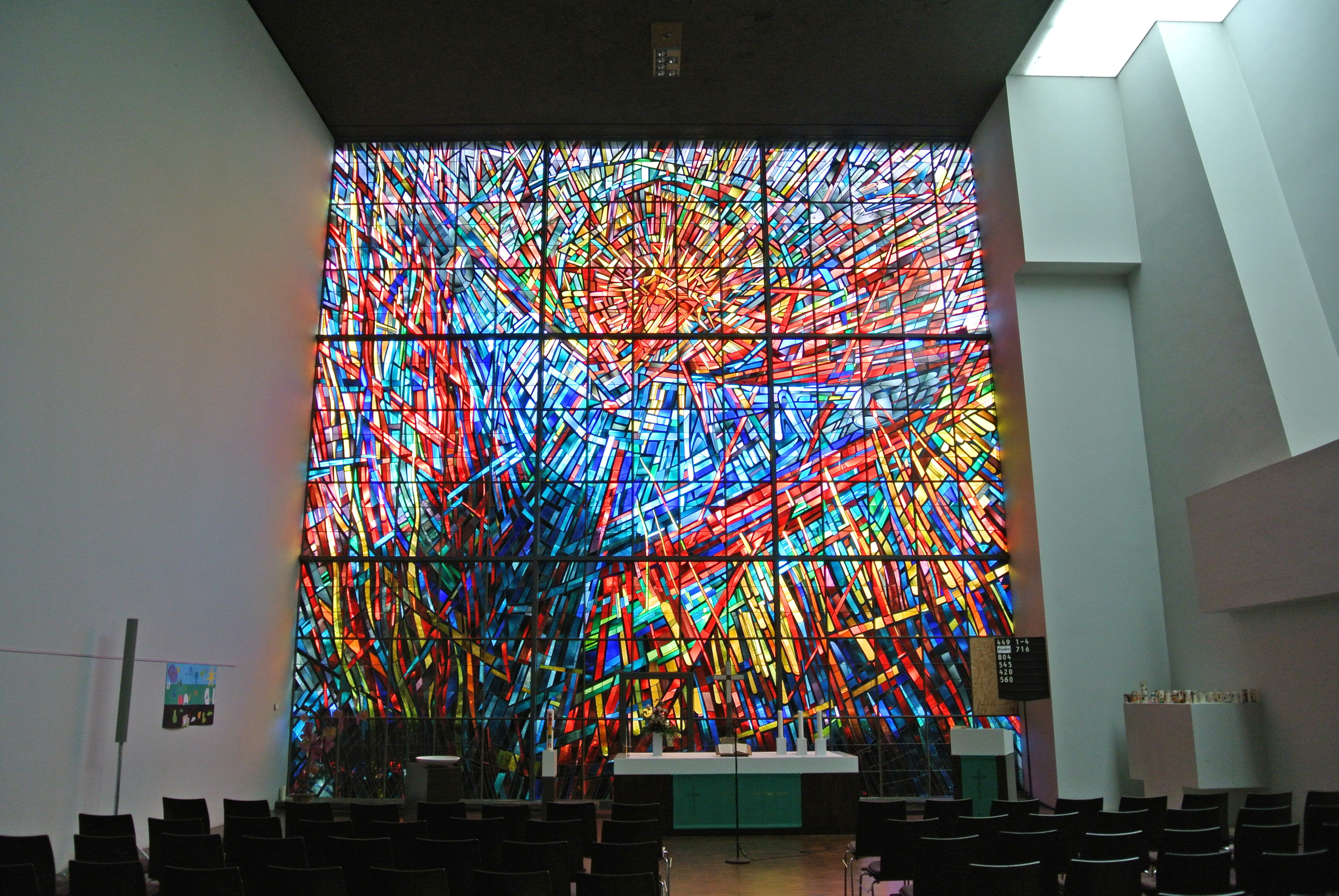
Innenraum mit Buntglasfenster von H. Adam

## Vorgeschichte
Ab etwa 1910 entstand ein Wohngebiet an der Eschersheimer Landstraße im Bereich der ehemaligen Frankfurter Landwehr. Das Viertel wurde nach der mit Gebück und Dornenhecken bepflanzten Landwehr Dornbusch genannt. Am 1. August 1929 gründete sich eine neue evangelische Kirchengemeinde gleichen Namens. Eine hölzerne Notkirche wurde nach Plänen des Synodalbaumeisters Fritz Schöppe 1930 errichtet. Da sie als temporärer Bau konzipiert war, wurde ab Ende der 1950er Jahre eine neue Kirche geplant.

## Beschreibung
Mit der Entstehung der Siedlung Dornbusch wurde auf einem Grundstück an der Mierendorffstraße Ecke Carl-Goerdeler-Straße der Kirchenneubau errichtet. Die Einweihung war am 11. März 1962. Nach Plänen der Architekten Ernst Görcke und Ludwig Müller von der Kirchenbauverwaltung entstand ein kubischer Bau mit separatem Turm und Gemeindehaus. Das äußere Erscheinungsbild war geprägt von einem flachgedeckten Betonbau mit großzügigen Fensteröffnungen. Auf der Eingangsseite im Süden befand sich ein weit auskragendes Vordach aus Beton, das von zwei konstruktiv eigenständigen, schrägen Stützen getragen wurde. Die Konstruktion war auf der Innenseite entsprechend geformt und fungierte als Orgelempore. Der Grundriss war trapezförmig, sodass sich der Innenraum zum Altar hin öffnete. In der Ostwand am Altar befindet sich ein großes Chorfenster von Hans Heinrich Adam, das den segnenden Christus zeigt.
Zwischenzeitlich war der Beton stark sanierungsbedürftig und die Kirche wurde von der Gemeinde als zu groß angesehen. Daher wurde sie in den Jahren 2003–2005 von den Architekten Meixner, Schlüter, Wendt grundlegend umgebaut und verkleinert. Zwei Drittel des Gebäudes wurden abgebrochen. Das Buntglasfenster blieb erhalten und der Raum wurde mit einer plastisch gestalteten Wand geschlossen. Sie zeigt Gestaltelemente der alten Kirche wie unter anderem Spuren der ehemaligen Südfassade. Zwischen dem verkleinerten Bau und dem Glockenturm entstand ein großer Kirchplatz, der den ursprünglichen Grundriss abbildet.
Die Orgel wurde 2005 von Hugo Mayer gefertigt. Sie verfügt über 16 Register, die auf zwei Manuale und Pedal verteilt sind.

### Glocken
Die Glocken stammen von der Glocken- und Kunstgießerei Rincker aus dem Jahr 1961:
| Nr. | Nominal | Gewicht(kg) | Bezeichnung                                                     |
| 1   | des1    | 1700        | Er ist unser Friede!                                            |
| 2   | f1      | 890         | O Land, Land, Land höre des Herrn Wort!                         |
| 3   | as1     | 600         | Ehre sei Gott in der Höhe                                       |
| 4   | b1      | 430         | Jesus Christus gestern und heute und derselbe auch in Ewigkeit! |
| 5   | c2      | 300         | Herr lehre uns zu beten!                                        |